# Oaxaca (Tabasco)
Oaxaca es una localidad del municipio de Huimanguillo ubicado en la subregión de la Chontalpa del estado mexicano de Tabasco.

## Geografía
La localidad de Oaxaca se sitúa en las coordenadas geográficas 17°48′32″N 93°21′48″O / 17.808889, -93.363333, a una elevación de 26 metros sobre el nivel del mar.

## Demografía
Según el Conteo de Población y Vivienda 2020, efectuado por el Instituto Nacional de Estadística y Geografía, la localidad de Oaxaca tiene 52 habitantes, de los cuales 24 son del sexo masculino y 28 del sexo femenino. Su tasa de fecundidad es de 2.39 hijos por mujer y tiene 15 viviendas particulares habitadas.
| Gráfica de evolución demográfica de Oaxaca entre 1990 y 2020 |
|                                                              |
| INEGI.                                                       |